# ISOBRO
ISOBRO (Indsamlingsorganisationernes Brancheorganisation) er en sammenslutning af indsamlingsorganisationer, og har til formål at styrke medlemsorganisationerne og fremme deres fælles interesser.

## Ekstern henvisning
- http://www.isobro.dk